# قطعنامه ۵۹۸ شورای امنیت
قطعنامه ۵۹۸ شورای امنیت سازمان ملل در ۲۹ تیر ۱۳۶۶، برای پایان دادن به جنگ ایران و عراق صادر شد. این قطعنامه برخلاف قطعنامه‌های قبلی ذیل فصل هفت منشور ملل متحد (اصول ۳۹ و ۴۰) صادر شد یعنی موجب تحریم اقتصادی یا حمله نظامی قدرت‌های جهانی علیه کشور متخلف می‌شد. متن آن با قطعنامه‌های قبلی تفاوت داشت. موضوع «مسئولیت منازعه» برای اولین بار در آن مطرح شده بود که همان «تعیین متجاوز» مورد نظر ایران بود. البته قطعنامه تمام خواست‌های ایران را تأمین نمی‌کرد زیرا ایران اصرار داشت اول متجاوز تعیین شود و بعد قطعنامه را بپذیرد در حالی که شورای امنیت این شرط را قبول نداشت (تعیین متجاوز نهایتاً بعد از جنگ کویت و در شرایطی صورت گرفت که عراق حمایت غرب را از دست داده بود). قطعنامه دو روز بعد از سوی عراق پذیرفته شد، ولی حدود یکسال بعد در ۲۷ تیر ۱۳۶۷ از سوی ایران پذیرفته شد. سید روح‌الله خمینی در ۲۹ تیر ۱۳۶۷ در پیامی قبول آن را به «نوشیدن جام زهر» تشبیه کرد. عراق که در این وقت در موقعیت بهتر نظامی بود به حمله ادامه داد و مجدداً داخل خاک ایران شد اما موفقیتی به‌دست نیاورد و جنگ در ۲۹ مرداد ۱۳۶۷ پایان یافت.

## متن قطعنامه
مفاد قطعنامه ۵۹۸ شورای امنیت که در تاریخ ۲۰ ژوئیه ۱۹۸۷ بیان شد به شرح زیر است:
در ۲۰ ژوئیه ۱۹۸۷، با ابراز نگرانی عمیق از اینکه با وجود درخواستهایش برای آتش‌بس منازعه بین جمهوری اسلامی ایران و عراق، با تلفات سنگین‌تر انسانی و ویرانی‌های بیشتر همچنان ادامه دارد، با ابراز تاسف از آغاز و ادامه این منازعه، همچنین با ابراز تاسف از بمباران مراکز کاملاً مسکونی غیرنظامی، حمله به کشتی‌های بی‌طرف و هواپیمایی مسافربری، نقض حقوق بین‌المللی دربارهٔ بشر دوستی و سایر حقوق مربوط به درگیری‌های مسلحانه، و به ویژه به کار بردن سلاح‌های شیمیایی که برخلاف تعهدات مذکور در پروتکل ۱۹۲۵ ژنو می‌باشد، با ابراز نگرانی عمیق از اینکه تشدید و گسترش بیشتر منازعه ممکن است وقوع یابد با اتخاذ تصمیم پایان دادن به کلیه عملیات نظامی بین ایران و عراق و با اعتقاد به اینکه منازعه بین ایران و عراق باید به نحو جامع، عادلانه، شرافتمندانه و پایدار حل شود، با یادآوری مجدد مقررات منشور ملل متحد، و به ویژه تعهد کلیه کشورهای عضو که اختلافات بین‌المللی خود را از راه‌های مسالمت‌آمیز و به گونه‌ای که صلح و امنیت بین‌المللی و عدالت دچار مخاطره نگردد، حل نمایند. با احراز این که نقض صلح در مورد منازعه بین ایران و عراق وجود دارد، با اقدام بر اساس مواد ۳۹ و ۴۰ منشور ملل متحد؛
1. آمرانه می‌خواهد که ایران و عراق به عنوان نخستین گام در حل اختلاف از طریق مذاکره، آتش‌بس فوری را رعایت کنند، کلیه عملیات نظامی را در زمین، دریا و هوا قطع کنند و نیروها را بدون درنگ به مرزهای شناخته شده بین‌المللی بازگردانند.
2. از دبیرکل درخواست می‌کند که گروهی از ناظران سازمان ملل را برای تأیید، تحکیم و نظارت بر آتش‌بس و عقب‌نشینی اعزام دارد و همچنین درخواست می‌کند که دبیرکل ترتیبات لازم را با مشورت با طرفین فراهم آورد و گزارش آن را به شورای امنیت تسلیم دارد.
3. مصراً می‌خواهد که اسیران جنگی پس از قطع عملیات خصمانه، بر طبق کنوانسیون سوم ژنو، در اوت ۱۹۴۹ بدون درنگ آزاد شوند و به کشورهای خود برگردند.
4. از ایران و عراق می‌خواهد که در اجرای این قطعنامه و کوشش‌های میانجیگری برای دستیابی به یک راه حل جامع، عادلانه و شرافتمندانه مورد قبول دو طرف، دربارهٔ کلیه مسائل مهم، بر طبق اصول مندرج منشور ملل متحد با دبیرکل همکاری کند.
5. از کلیه کشورهای دیگر می‌خواهد که نهایت خویشتن داری را به عمل آورند و از هر اقدامی که ممکن است منجر به تشدید و گسترش بیشتر منازعه گردد، خودداری کنند و به این ترتیب، اجرای قطعنامه حاضر را تسهیل کنند.
6. از دبیرکل درخواست می‌کند تا مشورت با ایران و عراق، مسئله ارجاع تحقیق دربارهٔ مسئولیت منازعه به هیئت بی‌طرفی را بررسی کنند و هرچه زودتر به شورای امنیت گزارش دهد.
7. با تصدیق ابعاد عظیم خساراتی که در طول منازعه داده شده و ضرورت تلاش‌های بازسازی با کمک‌های مناسب بین‌المللی پس از خاتمه منازعه، از دبیرکل درخواست می‌کند که گروهی از کارشناسان را برای بررسی مسئله بازسازی تعیین و به شورای امنیت گزارش کند.
8. همچنین از دبیرکل درخواست می‌کند از طریق مشورت با ایران و عراق و سایر کشورهای منطقه، راه‌های افزایش امنیت و ثبات منطقه را بررسی کند.
9. از دبیرکل درخواست می‌کند، که شورای امنیت را در مورد اجرای این قطعنامه آگاه سازد.
10. تصمیم می‌گیرد که در صورت لزوم برای بررسی اقدامات دیگر به منظور تضمین اجرای این قطعنامه تشکیل جلسه دهد.

## واکنشهای اولیه به قطعنامه

### واکنش عراق
دو روز پس از صدور قطعنامه عراق آن را پذیرفت، اما مسئولان ایران از قبول قطعنامه خودداری کردند.

### واکنش جمهوری اسلامی
یک روز بعد از صدور قطعنامه آیت الله خامنه‌ای رئیس‌جمهور گفت: «ایران هرگز این قطعنامه را که با فشار و تحت نفوذ آمریکا تهیه و تصویب شده‌است قبول نخواهد کرد». خمینی نیز، ۸ روز پس از صدور قطعنامه ۵۹۸ در ۶ مرداد ۱۳۶۶ در پیامی به مناسبت ایام حج اعلام کرد که چیزی به پیروزی نهایی در جنگ با عراق باقی نمانده و پذیرش قطعنامه در چنین شرایطی خیانت است. اکنون که به مرز پیروزی مطلق رسیده‌ایم صدای ناآشنای صلح طلبی از کام ستمگران و جنگ افروزان به گوش می‌رسد.
هاشمی به وزیر خارجه گفته بود که پیغام بدهد اگر حسن نیت داشتند باید قبلاً کمیته‌ای را که در آینده آغازگر جنگ را مشخص کند قبل از صدور قطعنامه مشخص می‌کردند.

### پاسخ رسمی ایران به سازمان ملل
سعید رجایی خراسانی، نماینده ایران در سازمان ملل در ۲۰ مرداد ۱۳۶۶، نامه ای به دبیرکل سازمان ملل خاویر پرز دکوئیار فرستاد که بیانگر عدم پذیرش قطعنامه بود ولی آن را به کلی رد نمی‌کرد.
نامه شامل موارد ذیل بود:
- قطعنامه را درست شده توسط آمریکا به منظور دخالت در منطقه و حمایت از عراق و حامیان این کشور دانست
- قطعنامه به منظور انحراف افکار عمومی از جبهه داخلی [مشکلات داخلی آمریکا] ارائه شده‌است
- آمریکا و کشورهای حامی عراق می‌خواهند جنگ را به نفع عراق از طریق قطعنامه ناعادلانه و یکسویه حل و فصل نمایند
- هیچ تغییری نمی‌تواند در روند جنگ مادامی که شرایط جمهوری اسلامی ایران برآورده نشود حاصل گردد
- شورای امنیت را به طرفداری از عراق متهم کرد
- جمهوری اسلامی در مواجهه با هرگونه اقدام تحریک‌آمیز از سوی ایالات متحده تردید نخواهدکرد

### سخنان خامنه‌ای در مجمع عمومی سازمان ملل متحد
در شهریور ۱۳۶۶ خامنه‌ای رئیس‌جمهور وقت ایران برای شرکت در اجلاس مجمع عمومی سازمان ملل متحد به نیویورک رفت.
رونالد ریگان، رئیس‌جمهور آمریکا، پیش از سخنرانی خامنه‌ای گفت که از وی می‌خواهد صریحاً و بدون ابهام بگوید قطعنامه را قبول می‌کند یا نه و در صورت منفی بودن پاسخ ایران، شورای امنیت راهی جز اعمال مجازات علیه ایران و وادار کردن این کشور به قبول آتش‌بس پیش رو ندارد. خامنه‌ای در سخنرانی ۳۱ شهریور ۱۳۶۶ در نیویورک، نشانه ای از قبول قطعنامه بروز نداد و گفت صلح با چنین فردی (صدام) بی‌پایه است و هدف اصلی ایران بازپس‌گیری زمین‌های اشغالی یا اخذ غرامت نیست بلکه تنبیه متجاوز است و هر دستاورد دیگری را خسارت دانست و با اشاره به اقدامات ایالات متحده در جنگ در دفاع از عراق و اقدامات آن در خلیج فارس هشدار داد که آمریکا پاسخ این اقدام زشت را دریافت خواهد کرد.

### واکنش قدرتهای غربی به نامه ایران
وزارت خارجه آمریکا اعلام کرد اگر ایران حاضر به پذیرش قطعنامه نشود شورای امنیت باید به‌سرعت وارد عمل شود و راه‌های اجرای یک آتش‌بس را بررسی کند. وزارت خارجه بریتانیا تأکید کرد: قطعنامه‌های الزام‌آور شورای امنیت، غیرقابل بحث هستند.

## پذیرش قطعنامه توسط ایران

### دلائل پذیرش قطعنامه
در بهار ۱۳۶۷، سقوط جزیرهٔ فاو در نبرد دوم فاو، روند جنگ را به سود عراق تغییر داد.
خمینی در پیام ۲۵ تیر ۱۳۶۷ به مسئولان ارشد نظام، که بعدها فاش شد، به نامه‌ای محرمانه از محسن رضایی فرمانده سپاه به رفسنجانی اشاره دارد و آن را «تکان دهنده» توصیف می‌کند. در بخشی از نامه آمده‌است:
تا پنج سال دیگر ما هیچ پیروزی نداریم، ممکن است در صورت داشتن وسائلی که در طول پنج سال به دست می‌آوریم قدرت عملیات انهدامی یا مقابله به مثل را داشته باشیم و بعد از پایان سال ۱۳۷۱ اگر ما دارای ۳۵۰ تیپ پیاده و ۲۵۰۰ تانک و ۳۰۰۰ قبضه توپ و ۳۰۰ هواپیمای جنگی و ۳۰۰ هلیکوپتر باشیم و قدرت ساخت مقدار قابل توجهی از سلاح‌های لیزری و اتمی که از ضرورتهای جنگ در آن موقع است را داشته باشیم، می‌توان گفت به امید خدا بتوانیم عملیات آفندی انجام دهیم.

### دعوت از بنی صدر
در اواخر فروردین ۱۳۶۷ (پس از عملیات توکلنا علی‌الله و سه ماه قبل از قبول قطعنامه ۵۹۸) خمینی دو بار یک روحانی بنام علی اصغر مروارید را به پاریس نزد بنی صدر می‌فرستد. بار اول از او دعوت می‌کند به ایران برگردد و بار دوم می‌گوید اگر برنمی‌گردد لیست کارهایی را که فکر می‌کند باید انجام شود برای او ارسال کند تا ترتیب انجام آنها را بدهد. بنی صدر (به گفته خودش به دلیل ترس از کشته شدن) بازگشت به کشور را نمی‌پذیرد و خمینی را به محتویات نامه اول مردادماه ۱۳۶۳ خود ارجاع می‌دهد.

### جلسه تصمیم‌گیری
اکبر هاشمی رفسنجانی که از مرداد ۱۳۶۰ و برکناری بنی صدر فرمانده جنگ بود در خاطراتی که در ۱۳ فروردین ۱۳۹۴ نوشت آورد: «در روزهای آخر روشن بود که ادامه جنگ مصلحت نیست.» هاشمی به عنوان فرمانده جنگ و جانشین فرمانده کل قوا، واقعیت‌ها را به مسئولان و خمینی می‌گوید و عدم امکان پیروزی نظامی را ثابت می‌کند. خمینی تصمیم بر کناره‌گیری از سمت رهبری می‌گیرد چون با آن همه تصریحات که تا آخرین نفر و آخرین قطره خون و تا رفع فتنه در جهان می‌جنگیم، چگونه ناگهان اعلان پذیرش قطعنامه نمایند..» رفسنجانی با تصمیم روح‌الله خمینی مخالفت می‌کند و پیشنهاد می‌دهد خودش که فرمانده جنگ بوده کناره‌گیری کند و محاکمه شود. خمینی پیشنهاد محاکمه را نمی‌پذیرد و پیشنهاد می‌دهد خودش مسیولیت را قبول می‌کند. روح‌الله خمینی در ۲۵ تیر ۱۳۶۷ جلسه‌ای با حضور مسئولان ارشد حکومتی تشکیل داد و در جمع آنان، از تصمیم خود برای پذیرش قطعنامه ۵۹۸ خبر داد.

### اعلام پذیرش به سازمان ملل
ایران در ۲۷ تیر ماه در نامه‌ای به دبیرکل وقت سازمان ملل، قطعنامه را پذیرفت و همان شب، خبر پذیرش قطعنامه از صدا و سیما اعلام شد.

### پیام به مردم
در ۲۹ تیرماه، پیام معروف روح‌الله خمینی در مورد پذیرش قطعنامه انتشار یافت که در آن او «قبول قطعنامه» را تشبیه به «نوشیدن جام زهر» کرد و نوشت «با توجه به نظر تمامی کارشناسان سیاسی و نظامی سطح بالای کشور، که من به تعهد و دلسوزی و صداقت آنان اعتماد دارم، با قبول قطعنامه و آتش‌بس موافقت نمودم.»

### تصمیم به محاکمه فرماندهان جنگ
در نامه ۲ مرداد ۱۳۶۷ روح‌الله خمینی به علی رازینی رئیس سازمان قضایی نیروهای مسلح دستور می‌دهد تا «دادگاه ویژه تخلفات جنگ در کلیه مناطق جنگی بدون مقررات دست و پاگیر» تشکیل شود. به نظر می‌رسد این دستور، متوجه محاکمه فرماندهان مقصر در شکست‌های نظامی ایران است که عملاً بلااجرا می‌ماند. محسن رضایی فرمانده وقت سپاه پاسداران نیز قصد داشت استعفا دهد.

## بعد از پذیرش قطعنامه

### نامه محرمانه
نامه محرمانه سید روح‌الله خمینی دربارهٔ پذیرش قطعنامه ۵۹۸ خطاب به مسئولان لشکری و کشوری:

«...... حال که مسئولان نظامی ما اعم از ارتش و سپاه که خبرگان جنگ می‌باشند، صریحاً اعتراف می‌کنند که ارتش اسلام به این زودی‌ها هیچ پیروزی به دست نخواهند آورد و نظر به این که مسئولان دلسوز نظامی و سیاسی نظام جمهوری اسلامی از این پس جنگ را به هیچ وجه به صلاح کشور نمی‌دانند و با قاطعیت می‌گویند که یک دهم سلاح‌هایی را که استکبار شرق و غرب در اختیار صدام گذارده‌اند به هیچ وجه و با هیچ قیمتی نمی‌شود در جهان تهیه کرد و با توجه به نامه تکان دهنده فرمانده سپاه پاسداران که یکی از ده‌ها گزارش نظامی سیاسی است که بعد از شکست‌های اخیر به اینجانب رسیده و به اعتراف جانشینی فرمانده کل نیروهای مسلح، فرمانده سپاه یکی از معدود فرماندهانی است که در صورت تهیه مایحتاج جنگ معتقد به ادامه جنگ می‌باشد و با توجه به استفاده گسترده دشمن از سلاحهای شیمیایی و نبود وسائل خنثی‌کننده آن، اینجانب با آتش‌بس موافقت می‌نمایم و برای روشن شدن در مورد اتخاذ این تصمیم تلخ به نکاتی از نامه فرمانده سپاه که در تاریخ ۶۷/۴/۲ نگاشته‌است اشاره می‌شود…
...
.... شما عزیزان از هر کس بهتر می‌دانید که این تصمیم برای من چون زهر کشنده‌است ولی راضی به رضای خداوند متعال هستم و برای صیانت از دین او و حفاظت از جمهوری اسلامی ایران اگر آبرویی داشته باشم خرج می‌کنم، خداوندا ما برای دین تو قیام کردیم و برای دین تو جنگیدیم و برای حفظ دین تو آتش‌بس را قبول می‌کنیم…
...
..... گفتم جلسه‌ای تشکیل گردد آتش‌بس را به مردم تفهیم نمایند. مواظب باشید ممکن است افراد داغ و تند با شعارهای انقلابی شما را از آنچه صلاح اسلام است دور کنند، صریحاً می‌گویم باید تمام همتتان در توجیه این کار باشد. قدمی انحرافی حرام است و موجب عکس‌العمل می‌شود. شما می‌دانید که مسئولان رده بالای نظام با چشمی خونبار و قلبی مالامال از عشق به اسلام و میهن اسلامی‌مان چنین تصمیمی گرفته‌اند خدا را در نظر بگیرید و هر چه اتفاق می‌افتد از دوست بدانی…»

## تشکیل کمیته حقیقت‌یاب
بعد از تصویب قطعنامه ۵۹۸، در جهت اجرای بند ۶ قطعنامه، یک هیئت بلژیکی انتخاب و مسئول شد که متجاوز جنگ را شناسایی و به دبیرکل سازمان ملل متحد معرفی نماید. ایران اصرار داشت زمان شروع به کار این هیئت قبل از پذیرش قطعنامه از جانب ایران باشد که در نهایت این‌گونه عمل نشد.
این هیئت در نهایت در ۱۸ آذر ۱۳۷۰ مصادف با ۹ دسامبر۱۹۹۱ میلادی، طی گزارشی به دبیرکل وقت سازمان ملل متحد عراق را به عنوان متجاوز جنگ معرفی کرد. دبیرکل وقت سازمان ملل متحد نیز این گزارش را طی یک جلسه رسمی به شورای امنیت تقدیم کرد.
هاشمی رفسنجانی در خاطرات سال ۱۳۷۰ خود می‌نویسد «آقای خاویر پرز دکوئیار دبیرکل سازمان ملل پذیرفته‌است که در مقابل کمک ایران به آزادی گروگان‌های غربی در لبنان به اجرای بند ۶ قطعنامه ۵۹۸ که مربوط به معرفی متجاوز است، حق ما را ادا کند و عراق را متجاوز معرفی نماید.»

## غرامت جنگ
بر اساس بند ۷ قطعنامه ۵۹۸ قرار شد پس از آنکه کمیته‌ای در سازمان ملل متحد تشکیل شده و کشور متجاوز اعلام شد، میزان خسارات تعیین شود و در راستای آن صندوق بین‌المللی پول ویژه‌ای برای کمک به خسارت دیدگان جنگ ایران و عراق ایجاد گردد که تاکنون این صندوق ایجاد نشده‌است. بر اساس گزارش خبرگزاری مهر در سال ۱۳۸۸، مسئولان ایران پس از ۱۸ سال از اعلام متجاوز بودن عراق در جنگ ایران و عراق، هیچ پاسخ شفافی در قبال سرانجام دریافت غرامت و اجرای مفاد قطعنامه ۵۹۸ ندادند. این خبرگزاری بایادآوری دریافت غرامت کویت از عراق با حمایت آمریکا، اعلام کرد که برخی از کارشناسان، عدم توفیق ایران درگرفتن غرامت از صدام را کارشکنی و مخالفت آمریکا عنوان می‌کنند. کمال خرازی از دیپلمات‌های ارشد ایران نیز تصریح کرد با متن به تصویب رسیده در قطعنامه ۵۹۸ امکان گرفتن غرامت از عراق وجود ندارد و برای اخذ غرامت می‌بایست قطعنامهٔ دیگری به تصویب می‌رسید که اینکار هیچگاه عملی نشد.
مبلغ برآورد شده توسط کارشناسان جمهوری اسلامی ایران که به صندوق بین‌المللی پول عرضه کرده‌اند، ۹۷٬۲۰۰٬۰۰۰٬۰۰۰ دلار تنها بابت هزینه‌های غیرنظامی است.
براساس سخنان معاون فرهنگی و تبلیغات؛ دفاعی ستاد کل نیروهای مسلح ایران، بنابر قوانین بین‌المللی، ۲ نهاد معتبر بین‌المللی می‌توانند پشتوانه تشکیل کمیته تأمین خسارت ایران قرارگیرند. او افزوده که:
1. دیوان بین‌المللی دادگستری که پرونده‌ای را در خصوص سکوهای نفتی بررسی کرده و اعلام کرده آغازگر جنگ عراق بوده‌است.
2. کمیسیون سازمان ملل: کمیسیونی به ریاست بلژیک است که در این کمیسیون اعلام شد صدام آغازگر جنگ بوده‌است.

از طرفی اظهارات خاویر پرز دکوئیار، دبیرکل وقت سازمان ملل متحد که به صورت سند سازمان ملل متحد درآمده‌است و اظهارات حال حاضر مقامات بلندپایه عراق، همگی به متجاوز بودن عراق دلالت و اشاره دارد.

## نقدها
نقدهای بسیاری دربارهٔ قبول کردن قطعنامهٔ ۵۹۸ توسط روح‌الله خمینی تاکنون بیان شده‌است که افراد مختلفی را در خوراندن یا نوشاندن جام زهر به روح‌الله خمینی مسئول می‌دانند.
این منتقدان، مدعی آمادگی ایران برای ادامه جنگ بعد از سال ۱۳۶۷ هستند و کسانی چون اکبر هاشمی رفسنجانی جانشین فرمانده کل قوا در زمان جنگ و میرحسین موسوی نخست‌وزیر وقت را متهم می‌کنند که رهبر سابق ایران را وادار کرده‌اند تا آتش‌بس با عراق را بپذیرد.
هاشمی رفسنجانی در سخنرانی‌های متفاوتی این انتقادات را وارد ندانسته‌است.

## همایش سالیانه قطعنامه ۵۹۸
هر سال مصادف با روز پذیرش قطعنامه ۵۹۸، همایشی در قم با همین عنوان برگزار می‌شود. دبیرخانه دائمی این همایش وابسته به مؤسسه خصوصی مستشهدین وصال می‌باشد. در همایشهای گذشته سخنرانان حجت‌الاسلام سید محمدمهدی میرباقری، حسین شریعتمداری، اسماعیل کوثری و سردار علائی بوده‌اند.